# Leixlip

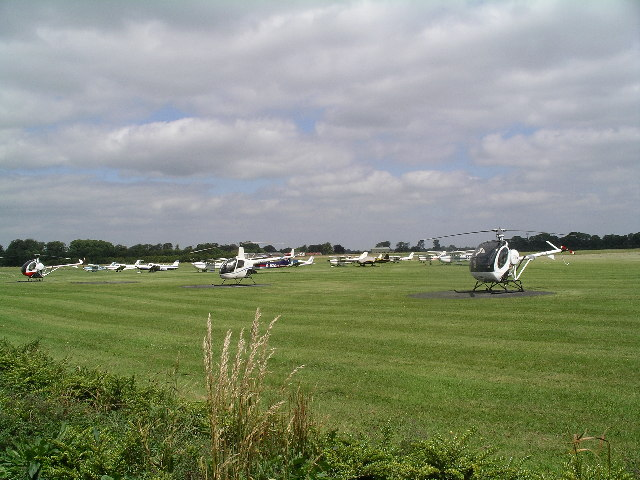
Aeródromo de Weston en Leixlip, Kildare.

Leixlip (/'liks.lɪp/; Léim an Bhradáin en irlandés) es una ciudad al noreste del Condado de Kildare, en la república de Irlanda, situado en la confluencia de los ríos Liffey y su afluente el Rye, al borde de los ancestrales reinos de Leinster y Brega. En el censo de 2016 la población era de 15 504 habitantes.

## Etimología
El nombre del lugar proviene del nórdico antiguo, Lax Hlaup, que quiere decir Salto del salmón y en irlandés, Leim An Bhradain también hace reflexión directa a esto.

## Historia
En 1756 Arthur Guinness fundó una fábrica de cerveza en Leixlip.

## Ciudades hermanadas
Leixlip está hermanado con los ciudades siguientes:
- Bressuire - Francia.[4]
- Niles, Illinois - EUA.[5]